# گریگوری پاردلو
گریگوری پاردلو (انگلیسی: Gregory Pardlo؛ ۲۴ نوامبر ۱۹۶۸  – ) شاعر، نویسنده و استاد دانشگاه آمریکایی است. وی در سال ۲۰۱۵ برنده جایزه پولیتزر برای شعر شد.